# 夺旗 (2015年电影)
《夺旗》（西班牙語：Atrapa la bandera）是於2015年上映的西班牙3D動畫電影喜劇，由安立奎·高德執導，派拉蒙影業發行。

## 劇情
太空旅行是迈克·戈德温（Mike Goldwing）一家的传统，祖父和我的父亲都是宇航员。 当一个12岁的大胆人发现一个古怪的亿万富翁正为月球做准备，以耗尽月球的丰富自然资源并摧毁阿波罗11号宇航员在那里进行的传奇太空任务中种植的美国国旗时，很显然，奇妙而又非凡的冒险并不需要很长时间。到达。迈克，他的祖父，艾米和马蒂的最好的朋友，以及一个聪明的变色龙朋友开始了一次登月私人任务，以阻止亿万富翁的不公平计划，夺旗和使这个有争议的家庭团聚。

## 角色
- 丹尼·羅維拉 飾演 理查德·卡森
- 米歇尔·詹纳 飾演 艾米·冈萨雷斯
- 卡米洛·加西亚 飾演 弗兰克·戈德温
- 泽维尔·卡桑 飾演 比尔·加格斯
- 奥里奥尔·塔拉戈 飾演 伊戈尔
- 卡梅·卡尔维 飾演 迈克·戈德温
- 哈维尔·巴拉斯 飾演 马蒂·法尔
- 托妮·莫拉 飾演 斯科特·戈德温
- 玛塔·芭芭拉 飾演 萨曼莎·金翼

## 外部連結
- 互联网电影数据库（IMDb）上《夺旗》的资料（英文）
- Box Office Mojo上《夺旗》的資料（英文）
- 爛番茄上《夺旗》的資料（英文）
- 豆瓣电影上《夺旗》的資料 （简体中文）